# Trouble Indemnity
Trouble Indemnity ist ein US-amerikanischer Zeichentrick-Kurzfilm von Pete Burness aus dem Jahr 1950.

## Handlung
Der extrem kurzsichtige Mister Magoo erhält Besuch von einem Versicherungsvertreter, der ihm eine Lebensversicherung verkaufen will. Da Magoo ihn statt zur Tür in einen Schrank weist und der Vertreter dort Dinge aus Magoos Collegezeit findet und sich plötzlich als Absolvent der gleichen Universität ausgibt, unterzeichnet Magoo den Vertrag. Er ist nun für 400.000 Dollar lebensversichert.
Als Magoo am selben Tag glaubt, von seinem Hund gebissen worden zu sein, obwohl er sich mit seinem Fuß nur im Tigerfell auf dem Teppich verfangen hat, will er Geld von der Versicherung haben. Statt in das Versicherungsgebäude zu gehen, klettert er versehentlich auf das nebenstehende, im Bau befindliche Gebäude. Der Versicherungsvertreter, der seinem Chef gerade vom erfolgreichen Abschluss bei Mister Magoo erzählt hat, der die Versicherung vor dem Ruin retten würde, sieht seinen Klienten auf der Baustelle über dünne Stege und Gerüste klettern. Sein Chef und er eilen zur Baustelle, würde der Tod Magoos doch auch das Ende der bankrotten Versicherungsgesellschaft bedeuten. Über mehrere Zufälle gelangt Magoo heil auf den Boden zurück, begibt sich dann jedoch in ein Hochspannungsgelände, das prompt explodiert. Die beiden Versicherungsmänner sind am Boden zerstört und planen schon, das Land zu verlassen, als sie plötzlich Mister Magoo mit einem Werbeplakat sprechen sehen. Sie zahlen ihm eine kleine Versicherungssumme und er gibt beiden zum Abschied die Hand – sie erhalten einen elektrischen Schlag.

## Produktion
Trouble Indemnity kam am 4. September 1950 als Teil der UPA-Trickfilmserie Mister Magoo in die Kinos. Der Filmtitel parodiert den Film Double Indemnity, der in Deutschland unter dem Titel Frau ohne Gewissen erschien.
Mr. Magoo wird von Jim Backus gesprochen.

## Auszeichnungen
Trouble Indemnity wurde 1951 für einen Oscar in der Kategorie „Bester animierter Kurzfilm“ nominiert, konnte sich jedoch nicht gegen Gerald McBoing-Boing durchsetzen, der ebenfalls von der UPA produziert wurde.